# Mohamed Sghaïer
Mohamed Sghaïer, né le 18 juillet 1988 à Sousse, est un athlète tunisien, spécialiste du 400 m haies.

## Biographie
Il remporte la médaille de bronze du 400 m haies lors des Jeux de la Francophonie de 2013 à Nice et des Jeux africains de 2015, à Brazzaville, devancé par les Algériens Abdelmalik Lahoulou et Miloud Rahmani.

## Palmarès
| Date | Compétition            | Lieu        | Résultat | Épreuve     | Temps   |
| ---- | ---------------------- | ----------- | -------- | ----------- | ------- |
| 2013 | Championnats panarabes | Doha        | 2e       | 400 m haies | 50 s 94 |
| 2015 | Jeux africains         | Brazzaville | 3e       | 400 m haies | 49 s 32 |

## Records
| Épreuve     | Performance | Lieu              | Date           |
| ----------- | ----------- | ----------------- | -------------- |
| 400 m haies | 49 s 22     | La Chaux-de-Fonds | 5 juillet 2015 |